# Токійський марафон
Токійський марафон — спортивне змагання з шосейного бігу на марафонській дистанції, яке з 2007 року щорічно проводиться серед чоловіків та жінок в місті Токіо. Пробіг має найвищий «платиновий» статус (англ. Platinum Label) для шосейних пробігів Світової легкої атлетики (англ. World Athletics Label Road Races) та входить до престижної серії пробігів World Marathon Majors.

## Історія
Перший Токійський марафон відбувся 18 лютого 2007. Він замінив собою Токійський міжнародний марафон, який проводився з 1980 року виключно серед чоловіків. Крім цього, з 1979 року в Токіо проводився Токійський міжнародний жіночий марафон. Проте, і він також припинив своє існування (останній забіг відбувся 2008 року) в зв'язку із запуском Токійського марафону.
У 2020 було прийнято рішення проводити Токійський марафон без бігунів-аматорів через спалах коронавірусу, що скоротило число учасників на 38 000 бігунів.

## Траса
Траса змагань 2018—2019 років була прокладена наступним маршрутом:
Будівля Токійського столичного уряду → Іідабасі → Канда (Токіо) → Ніхонбасі → Асакуса → Рьогоку → Мондзен-Накатьо → Ґіндза → Таканава (Токіо) → Парк Гібія → Станція Токіо

## Учасники та переможці
| 2007 | 26058         | 25102         | Даніель Ньєнга Кенія       | 2:09.45       | Нія Гітомі Японія          | 2:31.02       | [ 3 ] [ 4 ]          |
| 2008 | 27386         | 26665         | Віктор Ретлін Швейцарія    | 2:07.23       | Клаудія Дреєр Німеччина    | 2:35.35       | [ 5 ] [ 6 ]          |
| 2009 | 30164         | 29128         | Салім Кіпсанг Кенія        | 2:10.27       | Насукава Мідзухо Японія    | 2:25.38       | [ 7 ] [ 8 ]          |
| 2010 | 32080         | 30182         | Масакадзу Фудзівара Японія | 2:12.19       | Алевтина Біктімірова Росія | 2:34.39       | [ 9 ] [ 10 ]         |
| 2011 | 33353         | 32415         | Хайлу Меконнен Ефіопія     | 2:07.35       | Хігуті Норіко Японія       | 2:28.49       | [ 11 ] [ 12 ]        |
| 2012 | 35954         | 34678         | Майкл Кіп'єго Кенія        | 2:07.37       | Ацеде Хабтаму Ефіопія      | 2:25.28       | [ 13 ] [ 14 ]        |
| 2013 | 36228         | 34819         | Денніс Кіметто Кенія       | 2:06.50       | Аберу Кебеде Ефіопія       | 2:25.34       | [ 15 ] [ 16 ]        |
| 2014 | 35556         | 34126         | Діксон Чумба Кенія         | 2:05.42       | Тірфі Цегає Ефіопія        | 2:22.23       | [ 17 ] [ 18 ]        |
| 2015 | 35310         | 34049         | Ендешав Негессе Ефіопія    | 2:06.00       | Берхане Дібаба Ефіопія     | 2:23.15       | [ 19 ] [ 20 ]        |
| 2016 | 36173         | 34679         | Феїса Лілеса Ефіопія       | 2:06.56       | Гела Кіпроп Кенія          | 2:21.27       | [ 21 ] [ 22 ]        |
| 2017 | 35378         | 33974         | Вілсон Кіпсанг Кенія       | 2:03.58       | Сара Чепчірчір Кенія       | 2:19.47       | [ 23 ] [ 24 ]        |
| 2018 | 36248         | 34871         | Діксон Чумба Кенія         | 2:05.30       | Берхане Дібаба Ефіопія     | 2:19.51       | [ 25 ] [ 26 ]        |
| 2019 | 37694         | 35460         | Бірхану Легесе Ефіопія     | 2:04.48       | Руті Ага Ефіопія           | 2:20.48       | [ 27 ] [ 28 ]        |
| 2020 | 193           | 165           | Бірхану Легесе Ефіопія     | 2:04.15       | Лона Салпетер Ізраїль      | 2:17.45       | [ 30 ] [ 31 ] [ 32 ] |
| 2021 | не проводився | не проводився | не проводився              | не проводився | не проводився              | не проводився | не проводився        |
| 2022 | 19188         | 18399         | Еліуд Кіпчоґе Кенія        | 2:02.40       | Бріджід Косгеї Кенія       | 2:16.02       | [ 34 ] [ 35 ] [ 36 ] |
| 2023 |               |               | Десо Гелміса Ефіопія       | 2:05.22       | Розмарі Ванджиру Кенія     | 2:16.28       | [ 37 ]               |
| 2024 |               |               | Бенсон Кіпруто Кенія       | 2:02.16       | Асефа Кебеде Ефіопія       | 2:15.55       | [ 38 ]               |
| 2025 |               |               | Тадесе Такеле Ефіопія      | 2:03.23       | Асефа Кебеде Ефіопія       | 2:16.31       | [ 39 ]               |

## Українці на Токійському марафоні
- Нижче наведені результати українських професійних марафонців на Токійському марафоні

| Рік       | Чоловіки                               | Жінки           |                 |                                     |                 |                 |
| Атлет     | Місце                                  | Результат       | Атлетка         | Місце                               | Результат       |                 |
| --------- | -------------------------------------- | --------------- | --------------- | ----------------------------------- | --------------- | --------------- |
| 2007      | Михайло Іверук Рівненська область      | 15              | 2:22.43         | не брали участі                     | не брали участі | не брали участі |
| 2008      | не брали участі                        | не брали участі | не брали участі | не брали участі                     | не брали участі | не брали участі |
| 2009      | Дмитро Барановський Київська область   | 7               | 2:13.27         | Олена Бурковська Рівненська область | 9               | 2:33.30         |
| 2010-2011 | не брали участі                        | не брали участі | не брали участі | не брали участі                     | не брали участі | не брали участі |
| 2012      | Олександр Сітковський Донецька область | 20              | 2:14.33         | Катерина Стеценко Київська область  | 7               | 2:28.38         |
| 2013      | не брали участі                        | не брали участі | не брали участі | Олена Шурхно Донецька область       | —               | DNF             |
| 2014      | не брали участі                        | не брали участі | не брали участі | Олена Шурхно Донецька область       | —               | DNF             |
| 2015-2023 | не брали участі                        | не брали участі | не брали участі | не брали участі                     | не брали участі | не брали участі |